# Mauritius International 1996
Die Mauritius International 1996 im Badminton fanden als offene internationale Meisterschaften von Mauritius vom 4. bis zum 6. Oktober 1996 statt. Auf der IBF-Turnierskala erreichte es die Wertung C.

## Sieger und Platzierte
| Disziplin    | Gold                           | Silber                                       | Bronze                       |
| ------------ | ------------------------------ | -------------------------------------------- | ---------------------------- |
| Herreneinzel | Jason Wong                     | Richard Doling                               | Mahathir Mustaffa            |
| Herreneinzel | Jason Wong                     | Richard Doling                               | Édouard Clarisse             |
| Dameneinzel  | Justine Willmott               | Chantal Botts                                | Antoinette Uys               |
| Dameneinzel  | Justine Willmott               | Chantal Botts                                | Marie-Josephe Jean-Pierre    |
| Herrendoppel | Nitin Panesar Dave Wright      | Mahathir Mustaffa Jason Wong                 | Richard Doling Carl Fenton   |
| Herrendoppel | Nitin Panesar Dave Wright      | Mahathir Mustaffa Jason Wong                 | Foo Yoon Keang Ong Huck Lee  |
| Damendoppel  | Lorraine Cole Justine Willmott | Marie-Josephe Jean-Pierre Selvon Marudamuthu | Chantal Botts Antoinette Uys |
| Damendoppel  | Lorraine Cole Justine Willmott | Marie-Josephe Jean-Pierre Selvon Marudamuthu | Shirley Etienne Sandra Moses |
| Mixed        | Dave Wright Lorraine Cole      | Carl Fenton Justine Willmott                 | Ivan Botha Chantal Botts     |
| Mixed        | Dave Wright Lorraine Cole      | Carl Fenton Justine Willmott                 | Alex Nel Antoinette Uys      |

## Finalergebnisse
| Disziplin    | Sieger                         | Finalist                                     | Ergebnis          |
| ------------ | ------------------------------ | -------------------------------------------- | ----------------- |
| Herreneinzel | Jason Wong                     | Richard Doling                               | 15–6, 5–15, 15–2  |
| Dameneinzel  | Justine Willmott               | Chantal Botts                                | 11–4, 11–2        |
| Herrendoppel | Nitin Panesar Dave Wright      | Mahathir Mustaffa Jason Wong                 | 15–6, 15–18, 15–9 |
| Damendoppel  | Lorraine Cole Justine Willmott | Marie-Josephe Jean-Pierre Selvon Marudamuthu | 15–4, 15–10       |
| Mixed        | Dave Wright Lorraine Cole      | Carl Fenton Justine Willmott                 | 15–4, 15–4        |